# Persone di nome Clarence
| Questa pagina contiene informazioni ricavate automaticamente dalle voci biografiche con l'ausilio del template Bio e di un bot. L'aggiornamento è periodico e automatico e ricostruisce completamente la pagina. Se manca una persona in questa lista, sei pregato di non aggiungerla, ma accertati piuttosto che la sua voce biografica contenga il template Bio e che i dati anagrafici siano correttamente compilati. Se il template Bio manca, inseriscilo tu stesso o, in alternativa, metti l'avviso {{tmp\|Bio}} che ne segnala la mancanza. Se i dati riportati sono sbagliati, correggi direttamente la voce biografica; le modifiche saranno visibili in questa lista entro pochi giorni. Per chiarimenti vedi il progetto antroponimi. La lista contiene solo le 105 persone che sono citate nell'enciclopedia e per le quali è stato implementato correttamente il template Bio. Pagina aggiornata al 6 ago 2025. |

Questa è una lista di persone presenti nell'enciclopedia che hanno il nome Clarence, suddivise per attività principale.

## Allenatori di calcio(1)
- Clarence Seedorf, allenatore di calcio e ex calciatore olandese (Paramaribo, n. 1976)

## Allenatori di pallacanestro(1)
- Chucky Brown, allenatore di pallacanestro e ex cestista statunitense (New York, n. 1968)

## Ambasciatori(1)
- C. Douglas Dillon, ambasciatore e politico statunitense (Ginevra, n. 1909 - New York, † 2003)

## Artisti marziali misti(1)
- C.B. Dollaway, artista marziale misto statunitense (Battle Creek, n. 1983)

## Astronomi(2)
- Clarence Augustus Chant, astronomo e fisico canadese (Hagermans Corners, n. 1865 - Richmond Hill, † 1956)
- Clarence Lewis Friend, astronomo statunitense (Nebraska, n. 1878 - Escondido, † 1958)

## Attori(7)
- Clancy Brown, attore e doppiatore statunitense (Urbana, n. 1959)
- Clarence Geldart, attore e regista canadese (New Brunswick, n. 1865 - Calabasas, † 1935)
- Clarence Gilyard Jr., attore statunitense (Moses Lake, n. 1955 - Las Vegas, † 2022)
- Clarence Kolb, attore statunitense (Cleveland, n. 1874 - Los Angeles, † 1964)
- Clarence Maclin, attore, sceneggiatore e produttore cinematografico statunitense (n. 1966)
- Lee Van Cleef, attore statunitense (Somerville, n. 1925 - Oxnard, † 1989)
- Clarence Williams III, attore statunitense (New York, n. 1939 - Los Angeles, † 2021)

## Aviatori(1)
- Wade McClusky, aviatore statunitense (Buffalo, n. 1902 - † 1976)

## Avvocati(1)
- Clarence Darrow, avvocato statunitense (Kinsman, n. 1857 - Chicago, † 1938)

## Bassi-baritoni(1)
- Clarence Whitehill, basso-baritono statunitense (Marengo, n. 1871 - Manhattan, † 1932)

## Calciatori(4)
- Clarence Acuña, ex calciatore cileno (Rancagua, n. 1975)
- Clarence Bitang, calciatore camerunese (Douala, n. 1992)
- Clarence Goodson, ex calciatore statunitense (Alexandria, n. 1982)
- Lal Hilditch, calciatore e allenatore di calcio inglese (Hartford, n. 1894 - Manchester, † 1977)

## Canottieri(1)
- Clarence Hadfield D'Arcy, canottiere neozelandese (Awaroa Inlet, n. 1889 - Auckland, † 1964)

## Cantanti(1)
- Clarence Carter, cantante e musicista statunitense (Montgomery, n. 1936)

## Cantautori(2)
- Citizen Cope, cantautore statunitense (Memphis, n. 1968)
- Hank Snow, cantautore e musicista canadese (Brooklyn, n. 1914 - Nashville, † 1999)

## Cestisti(15)
- Clarence Brannum, cestista statunitense (Winfield, n. 1926 - Leesburg, † 2000)
- Clarence Brookins, ex cestista statunitense (Filadelfia, n. 1946)
- C.J. Bryce, cestista statunitense (Charlotte, n. 1996)
- Butch Carter, ex cestista e allenatore di pallacanestro statunitense (Springfield, n. 1958)
- Clarence Gaines, cestista e allenatore di pallacanestro statunitense (Paducah, n. 1923 - Winston-Salem, † 2005)
- Clarence Gilbert, cestista statunitense (Fort Lauderdale, n. 1980)
- Clarence Glover, ex cestista statunitense (Horse Cave, n. 1947)
- Kleggie Hermsen, cestista statunitense (Hill City, n. 1923 - Wakefield, † 1994)
- Fats Jenkins, cestista e giocatore di baseball statunitense (New York, n. 1898 - Filadelfia, † 1968)
- Steve Johnson, ex cestista statunitense (Akron, n. 1957)
- Bill Jones, ex cestista e allenatore di pallacanestro statunitense (Detroit, n. 1966)
- Clarence Kea, ex cestista statunitense (Wilmington, n. 1959)
- Foots Walker, ex cestista statunitense (Southampton, n. 1951)
- Clarence Weatherspoon, ex cestista statunitense (Crawford, n. 1970)
- Sonny Weems, cestista statunitense (West Memphis, n. 1986)

## Chirurghi(1)
- C. Walton Lillehei, chirurgo statunitense (Minneapolis, n. 1918 - Saint Paul, † 1999)

## Chitarristi(1)
- Clarence White, chitarrista statunitense (Lewiston, n. 1944 - Palmdale, † 1973)

## Ciclisti su strada(1)
- Clarence Knickman, ex ciclista su strada statunitense (n. 1965)

## Compositori(1)
- Clarence Loomis, compositore, pianista e insegnante statunitense (Sioux Falls, n. 1889 - Aptos, † 1965)

## Criminali(2)
- Clarence Anglin, criminale statunitense (Donalsonville, n. 1931)
- Clarence Carnes, criminale statunitense (Daisy, n. 1927 - Springfield, † 1988)

## Dirigenti d'azienda(1)
- Clarence W. Avery, dirigente d'azienda statunitense (n. 1882 - † 1949)

## Dirigenti sportivi(1)
- Clarence Campbell, dirigente sportivo canadese (Fleming, n. 1905 - Montréal, † 1984)

## Doppiatori(1)
- Clarence Nash, doppiatore e cantante statunitense (Watonga, n. 1904 - Glendale, † 1985)

## Esperantisti(1)
- Clarence Bicknell, esperantista, matematico e religioso britannico (Herne Hill, n. 1842 - Casterino, † 1918)

## Filosofi(1)
- Clarence Irving Lewis, filosofo e logico statunitense (Stoneham, n. 1883 - Menlo Park, † 1964)

## Fisici(2)
- Clarence Max Fowler, fisico statunitense (New York, n. 1918 - Los Alamos, † 2006)
- Clarence Zener, fisico statunitense (Indianapolis, n. 1905 - Pittsburgh, † 1993)

## Fotografi(1)
- Clarence H. White, fotografo e insegnante statunitense (West Carlisle, n. 1871 - Città del Messico, † 1925)

## Fumettisti(1)
- C.C. Beck, fumettista statunitense (Zumbrota, n. 1910 - Gainesville, † 1989)

## Geologi(1)
- Clarence King, geologo e alpinista statunitense (Newport, n. 1842 - Phoenix, † 1901)

## Ginnasti(1)
- Clarence Lidington, ginnasta e multiplista statunitense (Toronto, n. 1880 - Detroit, † 1940)

## Giocatori di football americano(4)
- C.J. Board, giocatore di football americano statunitense (Clarksville, n. 1993)
- Trey Caldwell, giocatore di football americano statunitense (Dallas, n. 1993)
- Lamar McHan, giocatore di football americano statunitense (Lake Village, n. 1932 - New Orleans, † 1998)
- Clarence Parker, giocatore di football americano e giocatore di baseball statunitense (Portsmouth, n. 1912 - Portsmouth, † 2013)

## Giocatori di lacrosse(1)
- Clary McKerrow, giocatore di lacrosse canadese (Montréal, n. 1877 - Montréal, † 1959)

## Giuristi(1)
- Clarence Thomas, giurista statunitense (Pin Point, n. 1948)

## Golfisti(1)
- Clarence Angier, golfista statunitense (Atlanta, n. 1853 - Atlanta, † 1926)

## Hockeisti su ghiaccio(3)
- Clarence Abel, hockeista su ghiaccio statunitense (Sault Ste. Marie, n. 1900 - Sault Ste. Marie, † 1964)
- Hap Day, hockeista su ghiaccio, allenatore di hockey su ghiaccio e dirigente sportivo canadese (Owen Sound, n. 1901 - St. Thomas, † 1990)
- Clarence Kparghai, ex hockeista su ghiaccio svizzero (Monrovia, n. 1985)

## Ingegneri(2)
- Clarence Johnson, ingegnere statunitense (Ishpeming, n. 1910 - Los Angeles, † 1990)
- Clarence Madison Dally, ingegnere statunitense (Woodbridge, n. 1865 - East Orange, † 1904)

## Inventori(1)
- Clarence Birdseye, inventore, biologo e imprenditore statunitense (Brooklyn, n. 1886 - Manhattan, † 1956)

## Lunghisti(1)
- Arnie Robinson, lunghista statunitense (San Diego, n. 1948 - San Diego, † 2020)

## Maratoneti(1)
- Clarence DeMar, maratoneta statunitense (Madeira, n. 1888 - † 1958)

## Martellisti(1)
- Clarence Childs, martellista statunitense (Wooster, n. 1883 - Washington, † 1960)

## Musicisti(2)
- Clarence "Gatemouth" Brown, musicista statunitense (Vinton, n. 1924 - Orange, † 2005)
- Clarence Williams, musicista e compositore statunitense (Plaquemine, n. 1898 - New York, † 1965)

## Nobili(1)
- Clarence Bruce, III barone Aberdare, nobile e ufficiale inglese (n. 1885 - † 1957)

## Nuotatori(1)
- Buster Crabbe, nuotatore e attore statunitense (Oakland, n. 1908 - Scottsdale, † 1983)

## Pesisti(1)
- Darrow Hooper, pesista statunitense (Fort Worth, n. 1932 - † 2018)

## Pianisti(2)
- Clarence "Frogman" Henry, pianista e cantante statunitense (New Orleans, n. 1937 - New Orleans, † 2024)
- Pinetop Smith, pianista statunitense (Troy, n. 1904 - Chicago, † 1929)

## Pistard(1)
- Clarence Kingsbury, pistard britannico (Portsmouth, n. 1882 - Southsea, † 1949)

## Pittori(1)
- Clarence Gagnon, pittore e incisore canadese (Montréal, n. 1881 - Montréal, † 1942)

## Politici(5)
- Saxby Chambliss, politico statunitense (Warrenton, n. 1943)
- Ray Nagin, politico statunitense (New Orleans, n. 1956)
- Bill Nelson, politico e ex astronauta statunitense (Miami, n. 1942)
- Burgess Owens, politico e ex giocatore di football americano statunitense (Columbus, n. 1951)
- Clarence Seignoret, politico dominicense (Roseau, n. 1919 - Roseau, † 2002)

## Psicologi(1)
- Clarence J. Leuba, psicologo statunitense (n. 1899 - † 1985)

## Pugili(3)
- Clarence Hill, ex pugile bermudiano (n. 1951)
- Clarence Newton, pugile canadese (Toronto, n. 1899 - † 1979)
- Clarence Walker, pugile sudafricano (Port Elizabeth, n. 1898 - Roodepoort, † 1957)

## Registi(3)
- Clarence G. Badger, regista, sceneggiatore e produttore cinematografico statunitense (San Francisco, n. 1880 - Sydney, † 1964)
- Clarence Brown, regista, montatore e produttore cinematografico statunitense (Clinton, n. 1890 - Santa Monica, † 1987)
- Oliver Drake, regista, sceneggiatore e attore statunitense (Boise, n. 1903 - Las Vegas, † 1991)

## Sassofonisti(1)
- Clarence Clemons, sassofonista statunitense (Norfolk, n. 1942 - Palm Beach, † 2011)

## Sceneggiatori(1)
- Clarence Robbins, sceneggiatore statunitense (n. 1888 - Saint-Jean-Cap-Ferrat, † 1949)

## Scrittori(1)
- Clarence E. Mulford, scrittore statunitense (Streator, n. 1883 - Portland, † 1956)

## Storici(1)
- Clarence Walker, storico statunitense

## Tennisti(3)
- Clarence Clark, tennista statunitense (Germantown, n. 1859 - † 1937)
- Clarence Gamble, tennista statunitense (St. Louis, n. 1881 - St. Louis, † 1952)
- Clarence Griffin, tennista statunitense (San Francisco, n. 1888 - † 1973)

## Tuffatori(1)
- Clarence Pinkston, tuffatore statunitense (Wichita, n. 1900 - Detroit, † 1961)

## Velocisti(2)
- Clarence Munyai, velocista sudafricano (Johannesburg, n. 1998)
- Clarence Oldfield, velocista sudafricano (Durban, n. 1899 - † 1981)

## Vescovi(1)
- Clarence Kelly, vescovo statunitense (Brooklyn, n. 1941 - † 2023)

## Vescovi cattolici(1)
- Clarence Richard Silva, vescovo cattolico statunitense (Honolulu, n. 1949)